# 塩水区

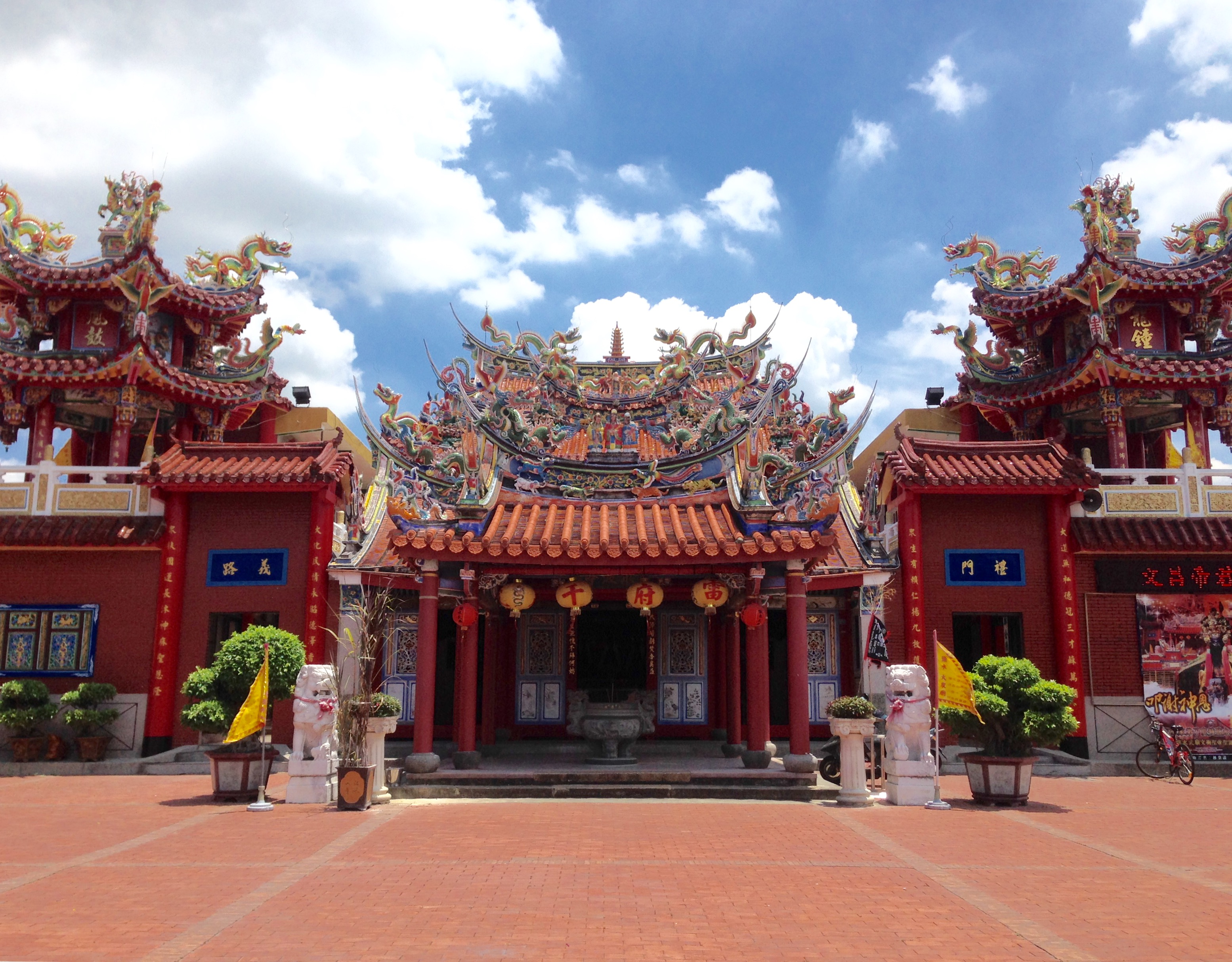
塩水大衆廟（月津港聚波亭）

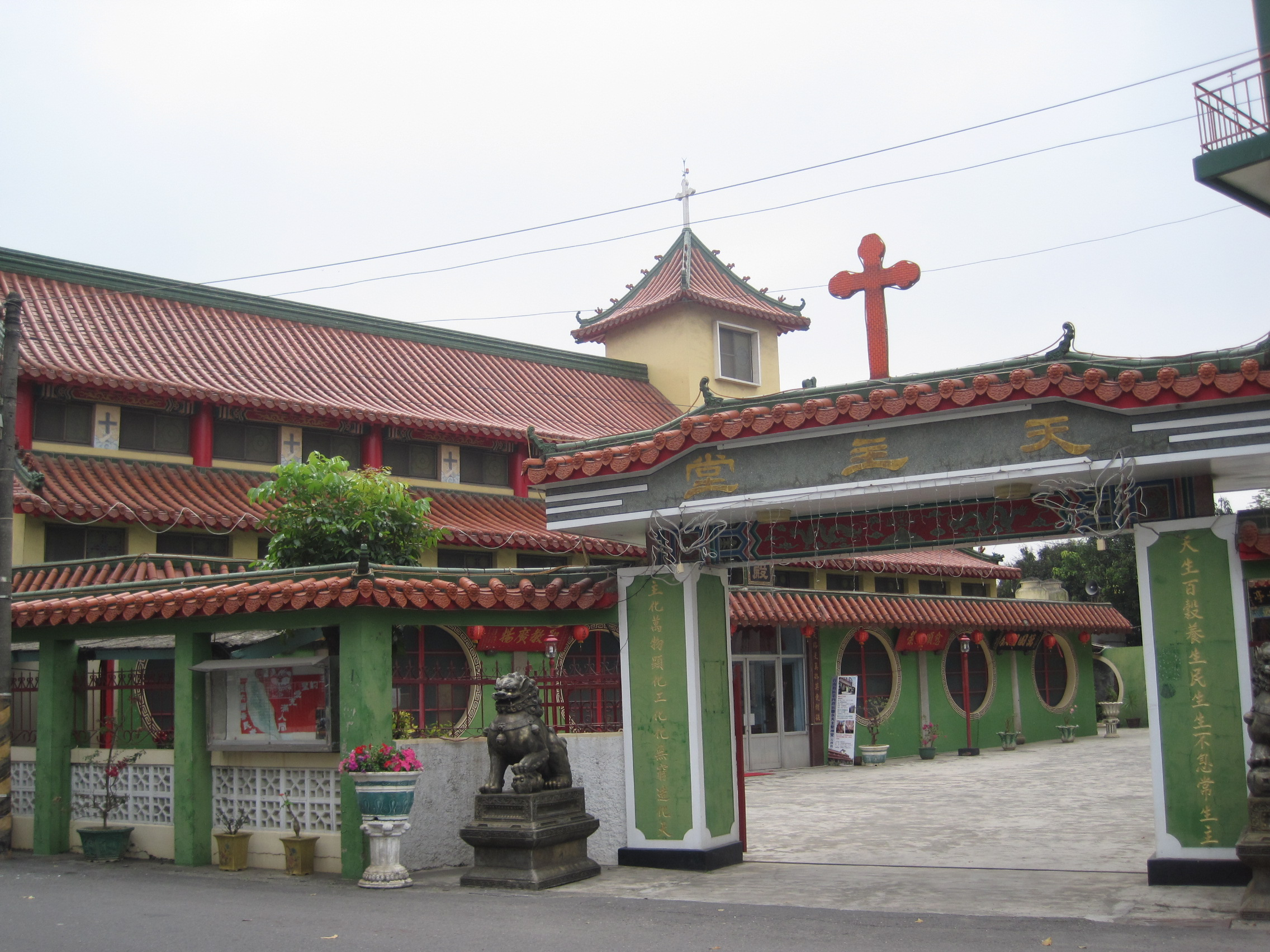
塩水天主聖神堂

塩水区（イェンシュイ/えんすい/しおみず-く）は台南市の市轄区。「塩水」は台湾語ではキャムツイ（Kiâm-chúi、鹹水）と読まれる。新営区の近郊にあるので、新営都心圏への通勤率は高い。

## 地理
塩水区は台南市北西部に位置し、北は嘉義県義竹郷と、東北は後壁区と、東は新営区と、西は学甲区と、南は下営区とそれぞれ接している。八掌渓南岸に位置し、八掌渓及び急水渓の沖積により形成された平原が広がり、地勢は平坦である。

## 歴史
塩水は台湾でも最も初期に開発された地区の一つである。鄭芝龍、顔思斉が台湾を拠点とした際には既に漢人による入植が進み、八掌渓には河港が設けられ物資の集散地として繁栄していた。当時の地形は川沿いに彎曲しており、形状が月に似ていたことから「月津」、「月港」とも称し、また満潮時には海水が港内まで達したことから「塩水港」とも称された。当時の繁栄は「一府（台南市）、二鹿（鹿港鎮）、三艋舺（万華区）、四月津（塩水区）」と謳われるほど栄えていた。
地元から、鉄道が「斬断地龍」するとして反対運動が起こった、風水に起因した鉄道忌避伝説があったが、台湾総督府は縦貫線の建設を推進し、塩水地区では発達していた水運の利用を考慮し、塩水鎮、新営、白河の中から新営を経由する路線が選択されたとされる。
鉄道輸送から外れた塩水の経済的な発展は停滞し、その後は新営から塩水を経由して布袋への官営鉄道の支線建設が計画されたが実現せず、結局は軽便鉄道（台湾糖業鉄道）だけで新営と連結された（塩水駅を参照）。しかし幹線鉄道の物流経路から外れた塩水が昔日の繁栄を取り戻すことはなかった。

## 経済

### 企業
- 塩水港製糖

## 行政区
| 里 |
| --- |
| 津城里、義中里、竹林里、三明里、月港里、水秀里、岸内里、坔頭港里、文昌里、三和里、橋南里、歓雅里、汫水里 |

## 歴代区長
| 代 | 氏名 | 退任日 |
| -- | ---- | ------ |

## 教育

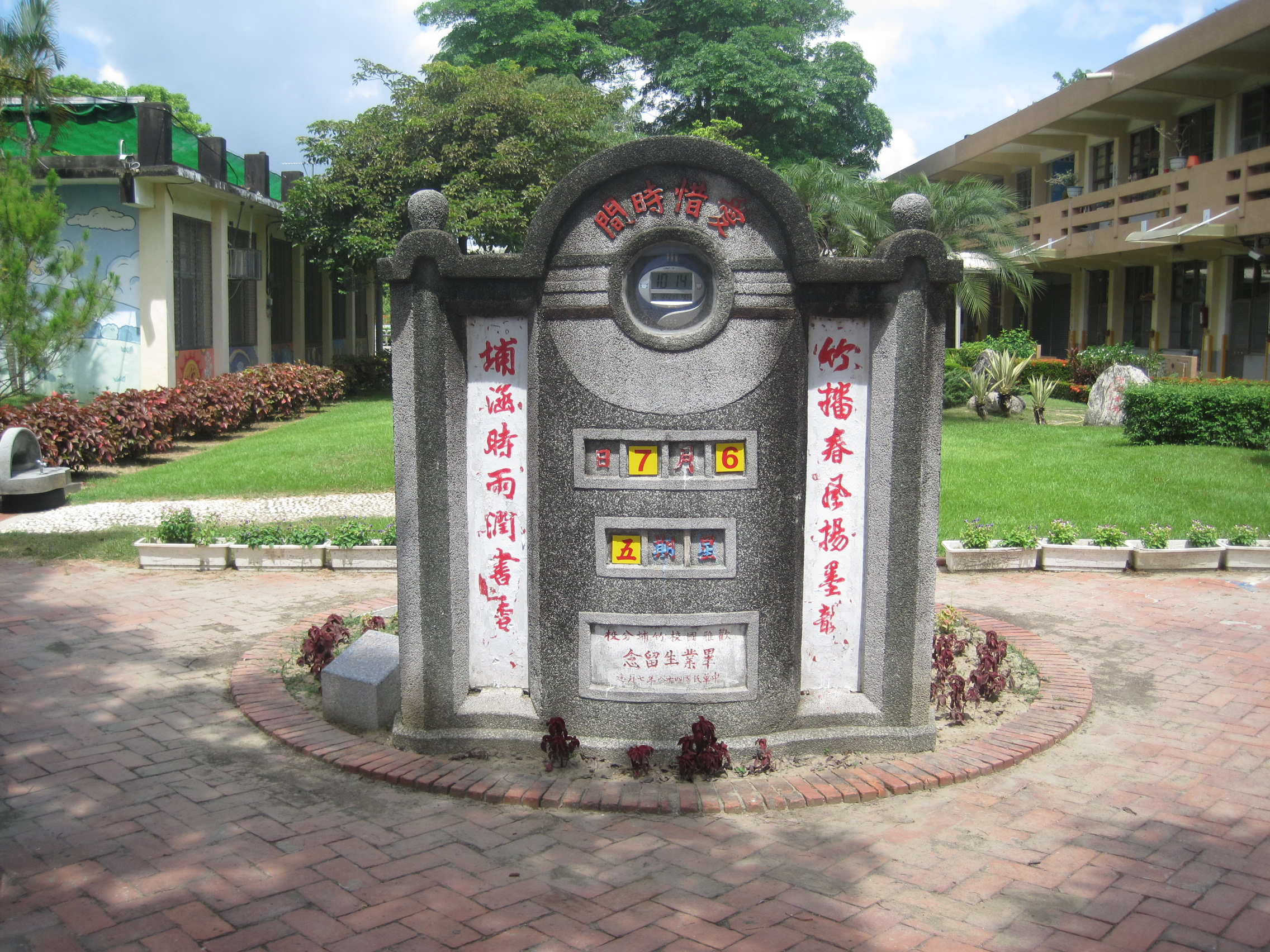
竹埔国民小学の時計台

### 科技大学
- 南栄科技大学

### 高級中学
- 私立明達中学

### 国民中学
- 台南市立塩水国民中学

### 国民小学
| - 台南市塩水区塩水国民小学 - 台南市塩水区月津国民小学 - 台南市塩水区歓雅国民小学 - 台南市塩水区岸内国民小学 | - 台南市塩水区河南国民小学 - 台南市塩水区大豊国民小学 - 台南市塩水区竹埔国民小学 - 台南市塩水区仁光国民小学 | - 台南市塩水区洪水国民小学 - 台南市塩水区中荘国民小学 - 台南市塩水区文昌国民小学 |

## 交通
| 種別     | 路線名称           | その他                   |
| -------- | ------------------ | ------------------------ |
| 鉄道     | 台湾糖業鉄道布袋線 | 廃止                     |
| バス     | 7207嘉義-塩水      | 嘉義客運                 |
| バス     | 7208嘉義-塩水      | 嘉義客運                 |
| バス     | 166高鉄嘉義駅-塩水 | 阿里山客運嘉義県市区公車 |
| 高速道路 | 中山高速道路       | 新営IC                   |
| 省道     | 省19線             |                          |

現在は嘉義客運バスが嘉義と、阿里山客運が高鉄嘉義駅と、新営客運が新営、朴子及び高鉄嘉義駅、好美里とを連絡しているが、いずれも1時間に1本もない。

## 観光

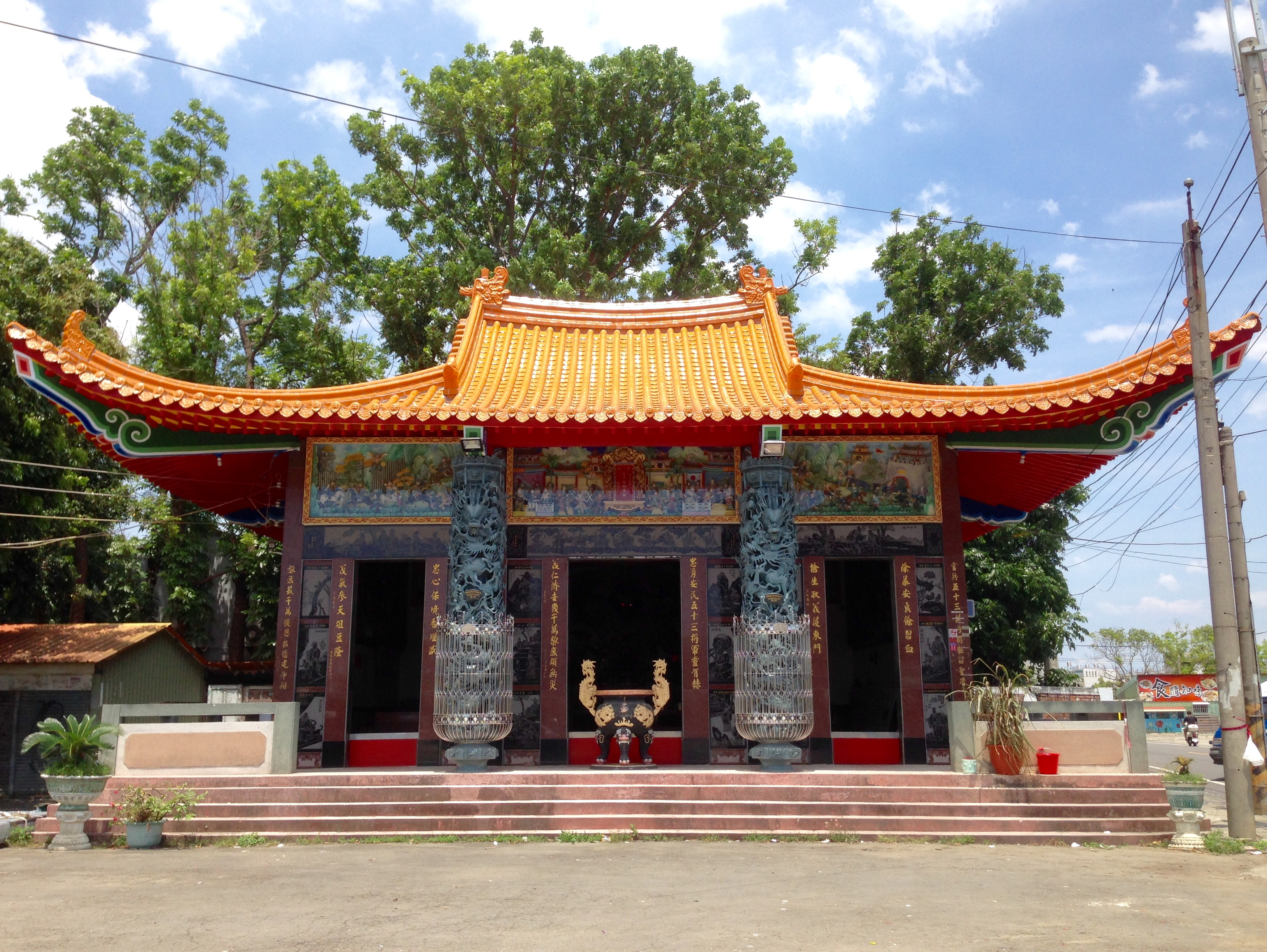
五十三将軍廟

- 塩水蜂炮（中国語版） - 旧暦の小正月に行われる、魔よけのロケット花火飛ばし
- 塩水武廟（中国語版）
- 塩水八角楼（中国語版）
- 護庇宮（媽祖宮）
- 五十三将軍廟（中国語版）
- 塩水大衆廟（中国語版）
- 塩水北帝殿
- 橋南老街（中国語版）
- 塩水老街
- 塩水天主堂  - 中国宮殿様式建築によるカトリック教会
- 月津港

### 名物
- 塩水意麺